# Spacey Awards
 (novembre 2024).
Si vous disposez d'ouvrages ou d'articles de référence ou si vous connaissez des sites web de qualité traitant du thème abordé ici, merci de compléter l'article en donnant les références utiles à sa vérifiabilité et en les liant à la section « Notes et références ».
Les Spacey Awards, aussi appelés Les Spaceys, étaient des récompenses décernées par la chaîne de télévision spécialisée canadienne Space de 2003 à 2007.
Les prix récompensaient des films de science-fiction, fantastiques, d'horreur ainsi que des séries télévisées et des jeux vidéo.
Certaines récompenses étaient décernées à la suite du vote des téléspectateurs et d'autres directement par les employés de Space.
La particularité des Spacey Awards était l'humour qui s'en dégageait, la remise des prix faisant souvent l'objet de petit sketchs. Au lieu d'organiser une cérémonie officielle, les prix étaient souvent remis aux gagnants sur le lieu de leur prochain tournage ou autres endroits.
Le discours comique de Richard Dean Anderson à l'occasion de sa récompense pour Stargate SG-1 fut particulièrement marquant.
Les Spacey Awards étaient produits par Michelle Dudas et Simon Evans. Ils étaient présentés par Natasha Eloi et Jonathan Llyr, ainsi que Kim Poirier qui devient coanimatrice en 2005.
Les Spacey Awards ont semble-t-il disparus après le rachat de Space par CTVglobemedia en 2007.